# Agent (tv-serie)
 For alternative betydninger, se Agent. (Se også artikler, som begynder med Agent)
Agent er en dansk komedie tv-serie fra 2023, som er skrevet og instrueret af Nikolaj Lie Kaas for TV 2. Serien havde premiere på TV 2 og TV 2 Play den 2. juli 2023 og løb frem til 20. august med i alt 8 afsnit af 30 min. varighed.
Serien følger den danske kendis-agent Johan 'Joe', som forsøger sit bedste på at varetage sine klienters ønsker og behov, ofte uden held. Medvirkende i serien er Esben Smed, Selma Dali Pape, Julie Agnete Vang og Ina-Mariam Rosenbaum, samt en stor del cameos fra kendte danske personligheder, såsom Thomas Blachman, Tobias Rahim og Sidse Babett Knudsen.